# Chris Tonks
Chris Tonks (* um 1980) ist ein englischer Badmintonspieler. 

## Karriere
Chris Tonks siegte 2005 bei den Czech International. Im gleichen Jahr belegte er auch Rang drei bei den French Open 2005. 2006 war er bei den Croatian International und beim Strasbourg Masters erfolgreich.